# Cmentarz w Powsinie
Cmentarz w Powsinie – cmentarz rzymskokatolicki parafii św. Elżbiety na osiedlu Powsin w warszawskiej dzielnicy Wilanów.
Powstał w 1720 na kilka lat przed powstaniem miejscowego kościoła. Służył okolicznej ludności. W centrum cmentarza o nieregularnym kształcie znajduje się kaplica z epitafiami powsińskich księży.

## Pochowani na cmentarzu (m.in.)
- Barbara Bargiełowska (1934–2019) – aktorka filmowa i teatralna
- Bożena Grabda-Kazubska (1936–1999) – profesor parazytologii
- Dorota Kawęcka (1951–2020) – aktorka
- Teofila Koronkiewicz (1901−1985) − aktorka teatralna i filmowa
- Włodzimierz Lech Puchnowski (1932–2014) – profesor, akordeonista
- Henryk Segno (zm. 1895) – dyrektor papierni w Konstancinie-Jeziornie
- Jan Werner (1946–2014) – lekkoatleta
- Halina Włodarczyk (1913–2012) – artystka malarka
- Władysław Wołkowsk (1902–1986) – artysta plastyk
- Wojciech Wyszyński (1826–1889) – duchowny katolicki, proboszcz